# Bodo Boeck
Bodo Boeck ist ein deutscher Moderator und Sportreporter.
Boeck arbeitete zunächst für den Deutschen Fernsehfunk der DDR, wo er u. a. die Sendung Sport aktuell moderierte. Seit der Wende ist er für den Mitteldeutschen Rundfunk (MDR) tätig.
Er berichtet insbesondere vom Fußball. Bei den Olympischen Sommerspielen 2008 in Peking  sowie bei den Olympischen Sommerspielen 2012 in London war Boeck für das Gewichtheben zuständig und bei den Olympischen Winterspielen 2014 für Shorttrack. Bei den Olympischen Winterspielen 2018 in Pyeongchang kommentierte er Spiele des Eishockeywettbewerbs und Shorttrack-Läufe.